# Campylocheta bisetosa
Campylocheta bisetosa là một loài ruồi trong họ Tachinidae.